# Dinus de Rossonis Mugellanus
Dinus de Rossonis Mugellanus (Dinus, Dinus de Rossonis, Dinus Mugellanus, Dinus z Mugello, ur. ok. 1253 w Mugello k. Florencji, zm. między 1298 a 1303 w Bolonii) – włoski prawnik okresu średniowiecza, zaliczany do szkoły postglosatorów.
Prawo studiował w Bolonii. Od 1279 do 1284 nauczał w Pistoia a potem w Bolonii. Do jego uczniów należeli Cino da Pistoia i Oldradus de Ponte. Prawdopodobnie pracował wraz z Johannesem Monachusem i Johannesem Andreae nad komentarzem do Liber sextus - zbioru prawa kanonicznego wydanego w 1298 za papieża Bonifacego VIII. Pewne jest, że przygotował komentarz De regulis iuris do tego zbioru.